# Immersion publique
Immersion publique (Nederland: "Openbare onderdompeling") is een livealbum van Nemo. Het is opgenomen tijdens het concert van 23 april 2004 in Blavozy. Tijdens dat concert was er sprake van een nieuwe bassist ten opzichte van het voorgaande studioalbum Prélude à la ruine. De voorgaande studioalbums kregen op de diverse fora van progressieve rock de opmerking dat de zangpartij de zwakke schakel van Nemo was. Dat uitte zich verder op dit album. 

## Musici
- Guillaume Fontaine – toetsinstrumenten, zang
- Lionel B. Guichard – basgitaar, zang
- Jean Baptiste Itier – slagwerk, zang
- Jean Pierre Louveton – gitaar, zang

## Muziek
| Nr. | Titel                     | Duur  |
| --- | ------------------------- | ----- |
| 1.  | Intro: Prélude a la ruine | 1:23  |
| 2.  | Les temps modernes        | 7:54  |
| 3.  | 1914                      | 8:07  |
| 4.  | La derniere vague         | 12:12 |
| 5.  | Cavalerie / Confrontation | 9:06  |
| 6.  | Au dessus de toits        | 6:38  |
| 7.  | Au dessus des pyramides   | 6;26  |
| 8.  | Cluster 84                | 6:03  |